# Phyllovates parvula
Phyllovates parvula es una especie de mantis de la familia Mantidae.

## Distribución geográfica
Se encuentra en Argentina y Brasil.